# 4834 Thoas
4834 Thoas è un asteroide troiano di Giove del campo greco del diametro medio di circa 87 km. Scoperto nel 1989, presenta un'orbita caratterizzata da un semiasse maggiore pari a 5,2087197 au e da un'eccentricità di 0,1376949, inclinata di 28,46192° rispetto all'eclittica.
L'asteroide è dedicato a Toante, re di Calidone..